# Lawira I
Lawira I is een bestuurslaag in het regentschap Nias Utara van de provincie Noord-Sumatra, Indonesië. Lawira I telt 496 inwoners (volkstelling 2010).